# ガブリエーレ・スマルジアッシ
ガブリエーレ・スマルジアッシ（Gabriele Smargiassi、1798年7月22日 - 1882年5月12日）はイタリアの画家である。

## 略歴
イタリア中部のヴァスト(Vasto)の裕福な家に生まれた。芸術家になるために、ナポリに出て、ナポリの美術学校(Accademia di belle arti di Napoli) に学び、カンマラーノ(Giuseppe Cammarano) やピトルー(Antonie Sminck Pitloo)に学んだ。1820年代にピトルーや、スマルジアッシらピトルーの学生たちは、彼らが風景を描いた、ナポリ近郊の海岸の町、ポジッリポ(Posillipo) に因んで「ポジッリポ派」と呼ばれるようになった。1824年から1828年の間、ローマで修行し、1827年から1837年の間、パリで修行した。パリではオルレアン公の支援を受け、フランス王ルイ・フィリップの息子たちに絵を教えた。1837年にピトルーが亡くなった後、ナポリの美術学校の風景画の教授を仕事を継いだ。ニコラ・パリッチ(Nicola Palizzi)やデラ・モニカ(Gennaro della Monica)といった画家に影響を与えた。
スマルジアッシの教えた学生にはジュゼッペ・デ・ニッティスやアルフォンソ・シモネッティがいる。

## 作品

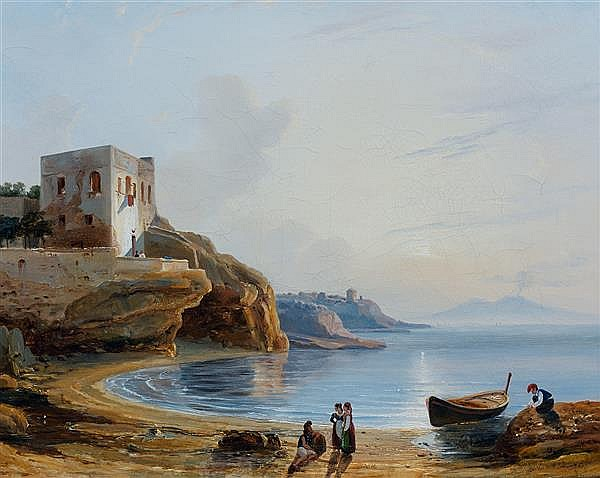
ナポリ　(1830)
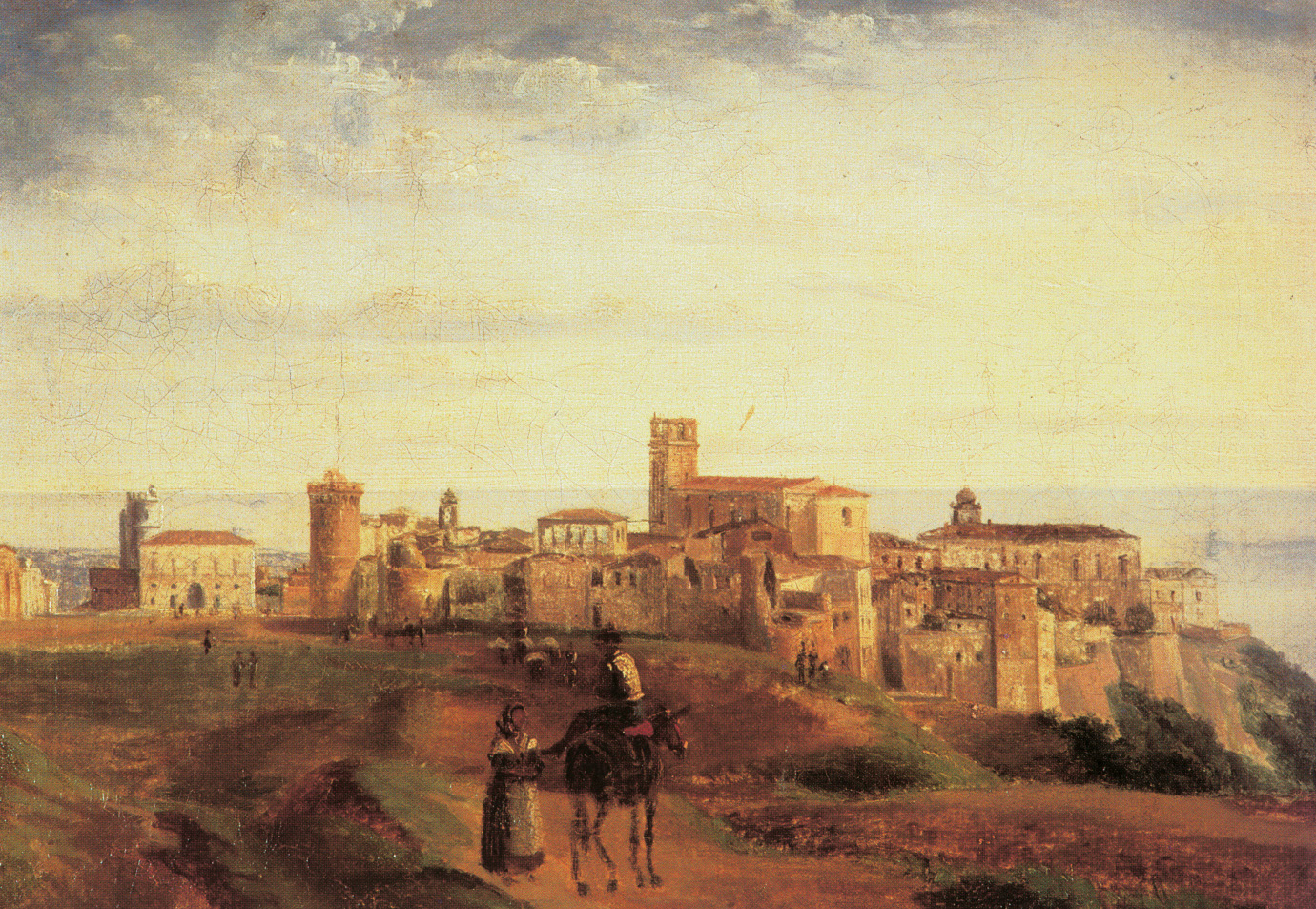
ヴァストの風景 (1831)
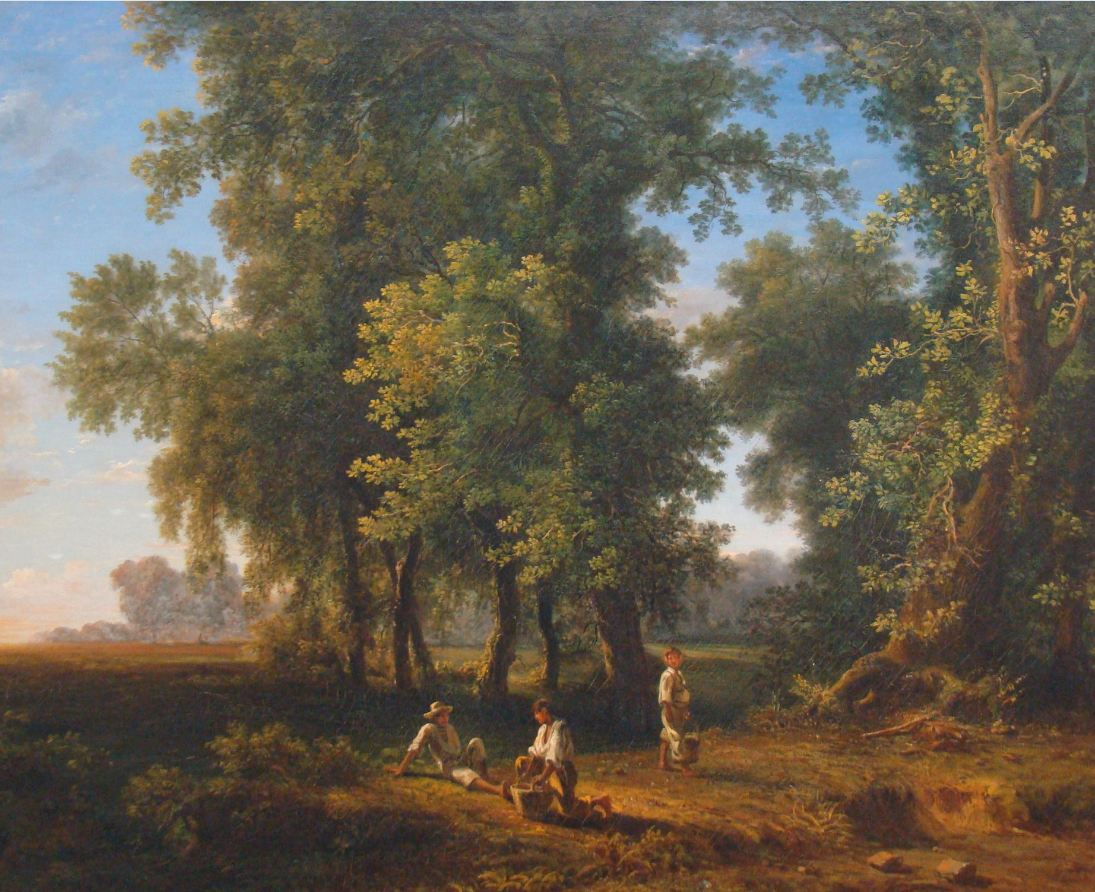